# Matthias Möller
Matthias Möller (* 13. Juli 1658 in Greifenberg; † Januar 1705) war Bürgermeister von Greifenberg in Pommern.
Der Sohn des kurfürstlich-hinterpommerschen Landrats und Greifenberger Bürgermeisters Johann Möller (1623–1680) und der Maria Salzsieder, einer Tochter des Greifenberger Bürgermeisters Matthias Salzsieder, besuchte die Stadtschule in Greifenberg und Gymnasien in Berlin und Stettin. Ab 1678 studierte er an der Universität Frankfurt (Oder) und ab 1680 an der Universität Jena Rechtswissenschaften. 
1686 gehörte er dem Stadtrat von Greifenberg an, wurde 1689 Ratskämmerer und 1700 Bürgermeister. Außerdem war er städtischer Landrat.  An Gicht erkrankt, starb er 1705.